# Marija Petraliphaina
Marija Duka Komnena Petraliphaina (grč. Μαρία Δούκαινα Κομνηνή Πετραλίφαινα), iz obitelji Petraliphas (grč. Πετραλίφας), bila je grčka plemkinja (talijanskog podrijetla) i despotica Epira. Njezin je suprug bio despot Epira, „car Soluna“ Teodor Komnen Duka (grč. Θεόδωρος Κομνηνός Δούκας).
Marijin je brat bio plemić Ivan Petraliphas, koji je bio na dvoru cara Izaka II. Anđela te je bio guverner Tesalije. Njegova kći je bila despotica Epira, sveta Teodora Petraliphaina.
Marija se udala za Teodora. On je bio lord Arga, Korinta i Nafpliona te je Marija bila gospa (lady) tih mjesta.

## Djeca
Marijina djeca s Teodorom:
- Ivan Komnen Duka od Tesalije i Soluna
- Dimitrije Komnen Duka od Soluna
- Ana Anđelina Komnena Duka, kraljica Srbije[4]
- Irena Komnena Duka, carica Bugarske i majka Marije Asen